# Miracle on 34th Street (1994)
Miracle on 34th Street (Milagro en la calle 34 en Hispanoamérica y Milagro en la ciudad en España) es una película de 1994 de la 20th Century Fox, remake del galardonado film del mismo título de 1947. Está protagonizada por Mara Wilson, Richard Attenborough, Elizabeth Perkins, Dylan McDermott y J.T. Walsh.
En la película original de 1947 la trama se centraba en la tienda por departamentos Macy's; sin embargo, la cadena manifestó no tener intención de participar en la versión, por lo que en la secuela la trama se centra en la ficticia tienda Cole's.

## Argumento
La tienda Cole's como todos los años prepara su participación en el desfile del Día de acción de gracias representando a Santa Claus guiando su trineo. Sin embargo Tony Falacchi (Jack McGee), el encargado de representarlo, es un hombre vulgar y pervertido tan ebrio que no es capaz de mantenerse en pie y acaba inconsciente en el suelo como consecuencia. Dorey (Elizabeth Perkins), directora de eventos especiales, lo despide y debe encontrar un reemplazo de inmediato, por lo que habla con un anciano a quien vio reprender al Santa borracho e interpretar de forma impresionante el papel, ante esto, le pide tomar el relevo. 
El anciano, que afirma llamarse Kris Kringle (Richard Attenborough), lo hace tan bien durante el desfile que es contratado inmediatamente como el Santa principal de Cole's para el período de fiestas navideñas. Este solo pone dos condiciones; la primera es que solo podrá trabajar hasta la víspera de Navidad, explicando que debe trabajar en Nochebuena, y la segunda es que se le permita usar su propio traje, el cual resulta ser una fina pieza de artesanía textil hecho con finas telas y botones de metales preciosos. Su popularidad y encanto es tal que todos los niños en New York desean visitarlo y comienzan a creer que es el verdadero Santa, con la excepción de Susan (Mara Wilson), la hija de seis años de Dorey, quien la ha educado para ser realista y pragmática. El novio de Dorey, Brian Bedford (Dylan McDermott), un exitoso abogado, hace todo lo posible para convencer a Susan para que crea en Santa. 
Una noche en que la pareja sale en una cita, le piden a Kris que sea niñero de Susan en el departamento de Dorey; esa noche la niña comparte con él su deseo de Navidad, le gustaría tener un papá, vivir en una casa como la que usan cada año para la sesión de fotos del catálogo navideño de Cole's y un tercer deseo que ambos mantienen en secreto. Kris le pregunta si creería en Santa si tuviese todas esas cosas y Susan está de acuerdo en que lo haría. Al mismo tiempo, Brian se arma de valor y durante su salida le pide matrimonio a Dorey, pero esta lo rechaza de forma tosca despreciando la idea del matrimonio.
Kris se acredita el traer muchas más ventas a Cole's que en años anteriores, mediante el eslogan "si no lo tenemos más barato, se lo conseguimos", para molestia de Shopper's Express, tienda rival de Cole's, por lo que Victor Landberg (Joss Ackland), el dueño, ordena a sus subordinados Jack y Alberta (Jane Leeves) que busquen formas poco éticas de hacer perder popularidad a su competencia; finalmente deciden pagar a Falacchi para manchar la reputación de Kris; este lo espera una noche fuera del trabajo e intenta provocarlo sin éxito hasta que comienza a decir obscenidades sobre los niños, lo que molesta a Kris y el hombre aprovecha para fingir que lo ha atacado con su bastón. Kris acaba arrestado y sancionado, a lo que se declara culpable ya que siente que al perder el control ha manchado la imagen de Santa Claus y decepcionado a los niños. Con la ayuda de Brian, quien ha asumido su defensa, Kris se sobrepone y decide pelear por su inocencia.
Los ejecutivos de Cole's deciden evitar la mala publicidad y dejan a Kris a su suerte, desligándolo de la tienda, pero Dorey los convence de hacer todo lo contrario; ese día, en un comunicado televisivo, el dueño de Cole´s declara abiertamente que apoyan a Kris, lo creen inocente y lo reconocen como el genuino Santa Claus, por lo que estarán con él hasta el final. El público imita el ejemplo de la tienda y pronto toda la ciudad se une bajo el lema "Yo creo", con el cual se reconoce a aquellos que simpatizan con Kris y piensan que es el Santa real. 
Durante el juicio queda claro que para lograr que Kris sea absuelto y liberado, Brian debe demostrar no sólo que Santa existe, sino que Kris es el verdadero. Mientras el fiscal se enfoca en mostrar a Kris como un anciano incoherente y en probar la inexistencia de Santa Claus por medio de la ciencia y la lógica, Brian crea astutos argumentos para mostrar de que el hecho que la gente lo reconozca como tal es lo que lo hace real, aun así y muy a su pesar el juez no ve alguna idea que pueda sustentar a la defensa o desestimar los razonamientos de la fiscalía, por lo que es muy posible que Kris sea condenado. El día antes del veredicto Brian intenta sin éxito mediar con el fiscal, pero esto le da una idea.
La mañana en que se dará el veredicto, que resulta ser la víspera de Navidad, justo antes que el juez dicte la sentencia, Susan regala al juez una tarjeta de Navidad con un billete de un dólar en el que alguien ha subrayado la frase "In God We Trust" (En Dios confiamos). El juez decide aceptar esto como un precedente argumentado que si el Departamento del Tesoro de los EE. UU. en toda su calidad como institución gubernamental seria e imprescindible de la nación puede no sólo creer en Dios sin pruebas contundentes sino también expresarlo abiertamente en un documento oficial, entonces la gente de New York puede creer en Santa Claus de la misma forma. Esto permite al eufórico juez declarar que Santa es real y que respetando el deseo del pueblo neoyorkino se reconoce a Kris como su personificación viviente logrando así liberarlo. A modo de despedida, Kris pide al fiscal que por favor quite la vieja antena que cuelga del techo de su casa ya que la Navidad pasada rasgó sus pantalones mientras visitaba su hogar, dejando perplejo al abogado.
Esa tarde Kris se despide de todos ya que es Nochebuena y debe hacer su verdadero trabajo. Sin embargo, Dorey y Brian son citados por Kris en la iglesia de la ciudad donde ha organizado una boda ahora que ella es capaz de aceptar sus verdaderos sentimientos, casándose así después de la misa de medianoche de la víspera de Navidad. En la mañana de Navidad, Susan se despierta descubriendo que Brian ha dormido en su casa y ahora son un matrimonio, regocijándose al ver que se ha cumplido su primer deseo de Navidad: un papá. Dorey es llamada abruptamente por su jefe con quien se reúnen los tres en la casa del catálogo y, al llegar, éste les dice que gracias a Kris y ella Cole's ha tenido ventas impresionantes por lo que todos los empleados han recibido un bono y por recomendación de Kris se ha decidido que el de Dorey sea la casa del catálogo. Susan comenta que Kris ya ha cumplido dos de sus tres deseos aunque comprende que su tercer deseo posiblemente no lo obtenga de inmediato, a lo que Brian repone que si se trata de Kris es obvio que el tercer deseo se cumplirá, pero mientras la niña corre con entusiasmo al segundo piso a buscar su dormitorio algo extraña a Brian por lo que pregunta a Susan cuál era su tercer deseo de Navidad, a lo que ella anuncia triunfante que se trataba de un hermano menor por lo que Dorey y Brian, que habían consumado su matrimonio esa noche, se miran el uno al otro sorprendidos.

## Reparto
- Richard Attenborough como Kris Kringle.
- Mara Wilson como Susan Walker.
- Elizabeth Perkins como Dorey Walker.
- Dylan McDermott como Bryan Bedford.
- J. T. Walsh como el fiscal Ed Collins.
- Robert Prosky como el juez Henry Harper.
- Simon Jones como Donald Shellhammer.
- James Remar como Jack Duff.
- Jane Leeves como Alberta Leonard.
- William Windom como CF Cole.
- Jack McGee como Tony Falacchi.
- Mary McCormack como Myrna Foy.
- Jennifer Morrison como Denise.
- Ron Beattie como el sacerdote.
- Joss Ackland como Victor Landberg.